# House of Wax
House of Wax (bra: Museu de Cera; prt: Máscaras de Cera) é um filme de terror de 1953, dirigido por Andre DeToth. É um remake do filme Mystery of the Wax Museum de 1933.

## Elenco
- Vincent Price — Prof. Henry Jarrod
- Frank Lovejoy — Tenente Tom Brennan
- Phyllis Kirk — Sue Allen
- Carolyn Jones — Cathy Gray
- Paul Picerni — Scott Andrews
- Roy Roberts — Matthew Burke
- Angela Clarke — Sra. Andrews
- Paul Cavanagh — Sidney Wallace
- Dabbs Greer — Sargento Jim Shane
- Charles Bronson — Igor
- Nedrick Young — Leon